# Krone og bro
 For alternative betydninger, se Krone. (Se også artikler, som begynder med Krone)
En krone er betegnelse for en kunstig erstatning af toppen af en tand. I modsætning til en fyldning, kan en krone ikke laves direkte mens patienten sidder i stolen, i stedet tages der mål til den, så den kan fremstilles ved støbning og fastgøres næste gang patienten kommer til tandlægen. Kroner laves normalt af guld, hvis den skal sidde på en kindtand, da dette er det stærkeste, eller porcelæn, hvis den skal sidde på en fortand, da dette er det pæneste. Nogen gange kan man bruge en kombination af guld og porcelæn..
En bro er en kunstig erstatning af en eller flere tænder, men mens en krone sidder som en hætte på en tand, så bruges en bro når en tand helt mangler og broen er typisk fastgjort på de nærmeste tænder.
Normalt når man skal lave en krone eller en bro så tager tandlægen mål til den og sender målene til en tandtekniker, der fremstiller kronen eller broen. Tandlægen sætter den fast ved en efterfølgende konsultation. Den fremgangsmåde har følgende fordele:
- Den kunstige erstatning laves uden at patienten behøver at vente i stolen.
- Man kan bruge materialer, der kræver særlige fremstillingsmetoder så som støbning.
- Man kan bruge materialer, der kun kan forarbejdes ved høje temperaturer som f.eks. guld og porcelæn.

De materialer man bruger til at lave en krone eller bro har bedre mekaniske egenskaber end de materialer man bruger når man laver fyldninger.
Når man får lavet en krone eller bro på tænder der ikke tidligere er rodbehandlede, er der ca 10% risiko per tand for at nerven inden i tanden dør på grund af overbelastning. Sker dette skal tanden rodbehandles.